# 斯泰普内 (哈尔科夫州)
50°15′1″N 35°30′48″E / 50.25028°N 35.51333°E
斯泰普內（烏克蘭語：Степне）是烏克蘭東部哈爾科夫州博霍杜希夫區的博霍杜希夫市鎮的镇。該镇處於伊万内河和里亞比納河源頭附近，始建於1930年，面積1.56平方公里，海拔高度192米。